# D'Pharaoh Woon-A-Tai
D'Pharaoh Miskwaatez McKay Woon-A-Tai (Toronto, 19 settembre 2001) è un attore canadese, candidato al Premio Emmy per il migliore attore protagonista in una serie commedia per Reservation Dogs.

## Biografia
D'Pharaoh Woon-A-Tai è nato il 19 settembre 2001 a Toronto. Ha un fratello gemello, Mi'De Xxavier, ed è di origini Oji-Cree, cinesi, guyanesi e tedesche. È nipote dell'artista di arti marziali Frank Woon-A-Tai, dal quale ha ereditato la passione per le arti marziali, riuscendo ad ottenere la cintura nera nello stile Shotokan. Suo nonno paterno, invece, è docente di lingua ojibwe presso l'Università di Toronto. Woon-A-Tai ha frequentato la Nelson Mandela Park Public School e, assieme ai suoi fratelli, ha vissuto nel quartiere Esplanade di Toronto. Ha iniziato la sua carriera di attore nel 2018, interpretando Chase Whaley nella serie di Family Channel Holly Hobbie. L'anno seguente ha recitato nel ruolo di Tom Longboat nella dodicesima stagione de I misteri di Murdoch. Successivamente è apparso in piccoli ruoli nelle serie Creeped Out - Racconti di paura e Tribal. Nel 2020 ha fatto il suo debutto cinematografico nel film Beans, diretto da Tracey Deer, il quale è stato presentato al Toronto International Film Festival e ha vinto il premio al miglior film ai Canadian Screen Awards. Dal 2021 interpreta Bear Smallhill nella serie di Taika Waititi e Sterlin Harjo Reservation Dogs. Grazie a questo ruolo nel 2024 è stato candidato al Premio Emmy per il miglior attore protagonista in una serie commedia. Nel 2023 ha recitato nel film diretto da Finn Wolfhard e Billy Bryk in Hell of a Summer. Nello stesso anno ha recitato in Fitting In e in Only the Good Survive.

## Vita privata
Dal 2021 frequenta la modella e attivista statunitense Quannah Chasinghorse.

## Filmografia

### Cinema
- Beans, regia di Tracey Deer (2020)
- Only the Good Survive, regia di Dutch Southern (2023)
- Fitting In, regia di Molly McGlynn (2023)
- Hell of a Summer, regia di Finn Wolfhard e Billy Bryk (2023)
- Warfare - Tempo di guerra (Warfare), regia di Alex Garland e Ray Mendoza (2025)
- Una scomoda circostanza (Caught Stealing), regia di Darren Aronofsky (2025)

### Televisione
- Holly Hobbie - serie TV, 3 episodi (2018)
- I misteri di Murdoch (Murdoch Mysteries) - serie TV, 2 episodi (2019)
- Creeped Out - Racconti di paura (Creeped Out) - serie TV, episodio 2x08 (2019)
- Tribal - serie TV, episodio 1x04 (2020)
- Reservation Dogs - serie TV, 21 episodi (2021-2023)
- TallBoyz - serie TV, episodio 3x08 (2022)
- Normal Ain't Normal - miniserie TV, 1 episodio (2022)

### Cortometraggi
- Wenonah, regia di Deanna Armenti (2019)

## Riconoscimenti
- Premio Emmy
  - 2024 - Candidatura al miglior attore protagonista in una serie commedia per Reservation Dogs
- Critics' Choice Awards
  - 2023 - Candidatura al miglior attore in una serie commedia per Reservation Dogs
  - 2024 - Candidatura al miglior attore in una serie commedia per Reservation Dogs